# 私のスター探検
『私のスター探検』（わたしのスターたんけん）は、1978年10月7日から1979年3月24日までテレビ朝日系列局で放送されていた朝日放送制作のドキュメンタリー番組である。全22回。放送時間は毎週土曜 22:30 - 23:00 （日本標準時）。ダイエー1社提供番組。

## 概要
芸能界のスターたちを各界の著名人たちが「人物探検」し、彼らの実績と虚像を独断と偏見に満ちた視点から導き出していた番組。出演者は全員ゲストで、固定の出演者は無し。
『ミヤコ蝶々の夫婦善哉』以来4年間続いた土曜22:30の朝日放送制作全国ネット番組枠は本作をもって廃止となり、『土曜ワイド劇場』の枠拡大以降はテレビ朝日に返上され次に当番組同様に30分枠となるのは2020年10月期開始の『ノブナカなんなん?』までの41年半後になる。

## メインゲスト
1. 沢田研二
2. 鳳蘭
3. 原田真二
4. 郷ひろみ[4]
5. ルドルフ・フィルクスニー
6. 石川さゆり
7. 加藤登紀子
8. 吉永小百合
9. 真野響子
10. ピンク・レディー
11. さとう宗幸
12. 十朱幸代
13. 田村正和
14. 三浦友和
15. 大原麗子
16. 研ナオコ
17. 太地喜和子
18. 大竹しのぶ
19. 中山千夏
20. オリビア・ハッセー
21. 美空ひばり
22. 加山雄三